# Sint-Catharinakerk (Sint-Katherina-Lombeek)

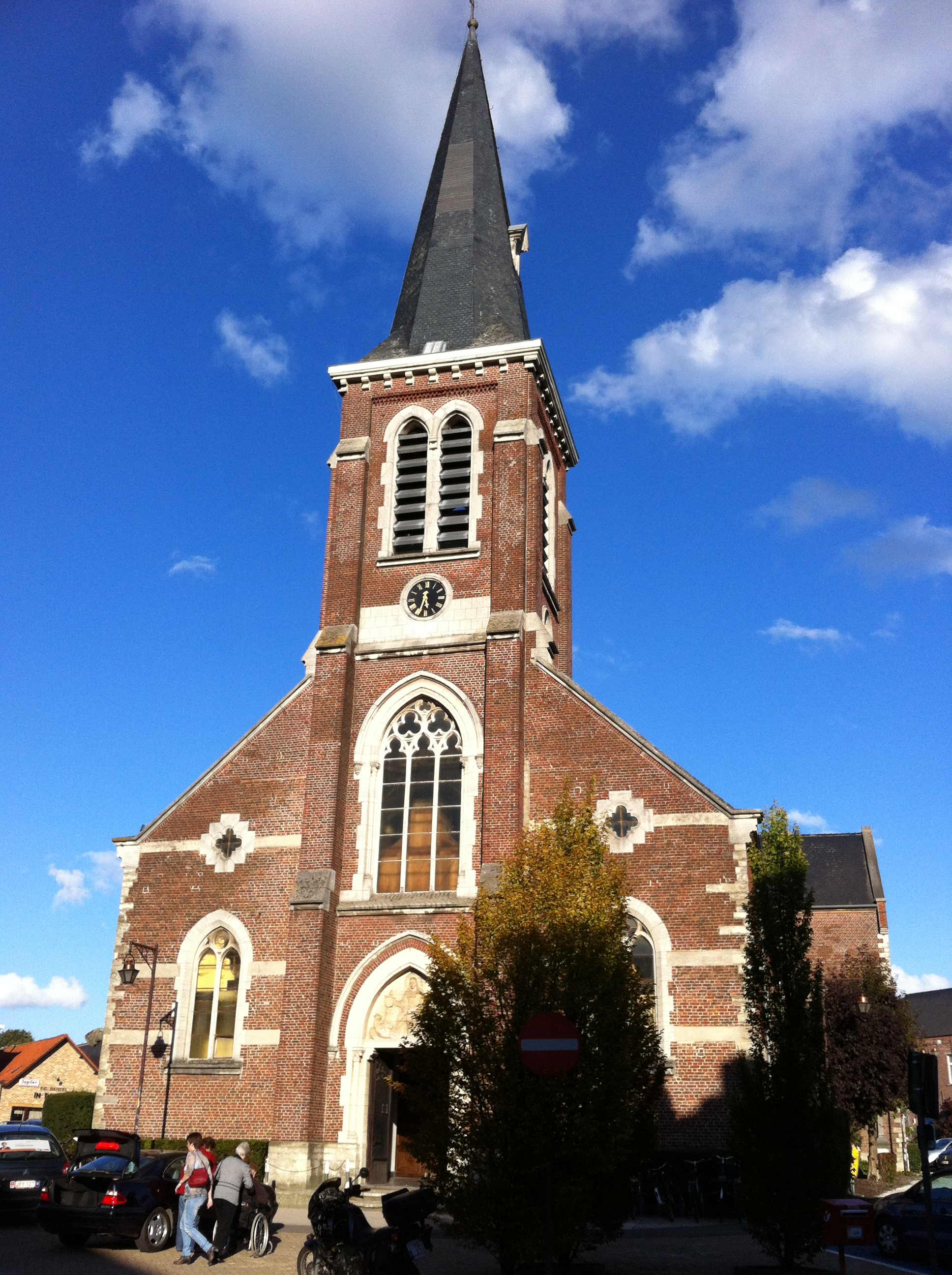
De Sint-Katharinakerk

De Sint-Katharinakerk is een kerkgebouw in Sint-Katherina-Lombeek, een deelgemeente van de Belgische gemeente Ternat.  
Het neoclassicistisch gebouw is opgetrokken in de eerste helft van de 19e eeuw, uit bak- en zandsteen. In 1859 werd de kerk vergroot, onder meer met een ingebouwde neogotische toren. 
Het interieur vertoont enkele schilderijen uit de 17e en 18e eeuw en bevat een 16e-eeuws Mariabeeld. Het meubilair is een mengeling van laatbarok en Lodewijk XVI-stijl.